# پراچاندا
پراچاندا (به نپالی: प्रचण्ड) به معنی «خشن» متولد ۱۱ دسامبر ۱۹۵۴ (میلادی) که بعدها به عنوان پوشپا کمال دحال شناخته شد، یک سیاستمدار نپالی است که به عنوان نخست‌وزیرفعلی نپال خدمت می‌کند. وی پیش از این از سال ۲۰۰۸ تا ۲۰۰۹ و بار دیگر از سال ۲۰۱۶ تا ۲۰۱۷ سمت نخست‌وزیری را برعهده داشت.
دحال در پوکارا به دنیا آمد و بیشتر دوران کودکی خود را در چیتوان گذراند و در باراتپور، نپال، بخش چیتوان دیپلم علوم کشاورزی را از مؤسسه کشاورزی و علوم دامی (آی‌اِی‌اِی‌اس) دریافت کرد. او با مشاهده فقر شدید مردم در جوانی به احزاب سیاسی چپ پیوست. در سال ۱۹۸۱ به حزب کمونیست نپال (کنوانسیون چهارم) ملحق شد و سپس در سال ۱۹۸۹ به دبیرکلی حزب کمونیست نپال (مشال) رسید. این حزب بعداً به حزب کمونیست نپال (مائوئیست) تبدیل شد. دحال، رهبر حزب کمونیست نپال (مائوئیست) در طول جنگ داخلی این کشور و در روند صلح و همچنین تا تأسیس اولین مجلس مؤسسان نپال بود. در انتخابات ۲۰۰۸، سی‌پی‌ان (ام) به عنوان بزرگ‌ترین حزب نپال ظاهر شد و دحال در اوت همان سال نخست‌وزیر شد. او در ۴ مه ۲۰۰۹، پس از اینکه تلاشش برای برکناری فرمانده وقت ارتش، ژنرال روکمانگود کتاوال، با مخالفت رام باران یاداو، رئیس‌جمهور وقت مواجه شد، از سمت خود کناره‌گیری کرد.
دحال برای دومین بار در سال ۲۰۱۶ و بر اساس توافق کنگره و سی‌پی‌ان (مائوئیست) برای تشکیل یک دولت چرخشی سوگند یاد کرد. اما او در ۲۴ مه ۲۰۱۷ از سمت نخست‌وزیری استعفا داد. پس از انتخابات سراسری نپال در سال ۲۰۲۲، دحال با اتحاد با احزاب سیاسی از جمله سی‌پی‌ان (یوام‌ال)، حزب راستیا سواتانترا و حزب دموکراسی ملی، بار دیگر به عنوان نخست‌وزیر انتخاب شد.

## نخست‌وزیری دور سوم
پوشپا کمال دحال در ۲۵ دسامبر ۲۰۲۲ پس از انتخابات عمومی نپال در سال ۲۰۲۲ برای سومین بار به نخست‌وزیری منصوب شد.

## زندگی شخصی
پوشپا کمال دهال در پانزده سالگی با سیتا پودل ازدواج کرد. آنها سه دختر و یک پسر دارند.

## تالیفات
مشکلات و چشم‌اندازهای انقلاب در نپال: مجموعه مقالات توسط سایت پراچاندا و دیگر رهبران CPN (مائوئیست). انتشارات جانادیشا.